# Cielito

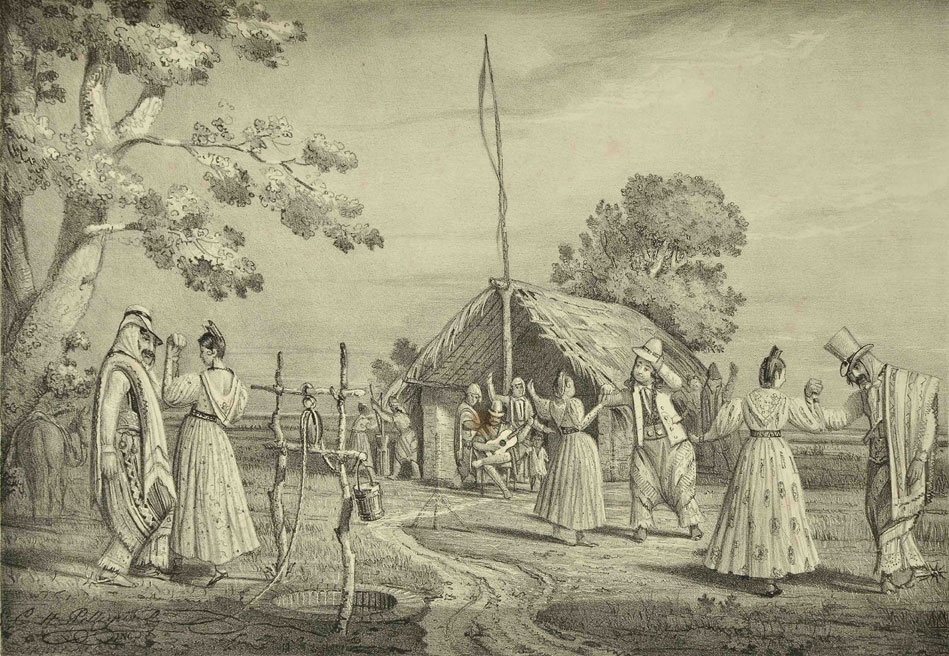
"El cielito", litografía de Carlos E. Pellegrini, fue la danza argentina característica de la Independencia.

El cielito o cielo es una danza tradicional que surgió en la región pampeana bonaerense (región que forma parte de la actual Argentina), en la época en que esta región formaba aún parte del Virreinato del Río de la Plata. El musicólogo Carlos Vega y otros afirman que evolucionó en Argentina a partir de la "Country Dance" inglesa a partir de su llegada a Buenos Aires en 1730. Carlos Vega hace un profundo estudio de esta danza, y halla sus orígenes reales en “Danzas Populares de Argentina” (Vol. 1 y 2). Por otro lado, algunos autores como el musicólogo Lauro Ayestarán

Esta danza es folclórica en Argentina, Uruguay, Paraguay y Chile. Fue la danza y el canto propio de la Independencia. Se bailó en los salones cultos argentinos hasta la tercera década del siglo XIX y en los bailes populares chilotes hasta mediados del siglo XX. Entre los autores de su letra destacan los poetas Bartolomé Hidalgo y Hilario Ascasubi, dos de los iniciadores de la literatura gauchesca. Al igual que el aire, tiene la particularidad de que el bailarín también canta. También es sabido que el cielito bonaerense es la madre de todas las contradanzas rurales criollas argentinas.
Uno de los cielitos que ha llegado hasta nuestros días es el “Cielito del Libertador” (dedicado a Don José de San Martín). El cielito que es folclórico por excelencia en Argentina, se denomina “Cielito de la Patria”.

## Origen y denominación
El cielito fue la danza y el canto patriótico por excelencia en el momento de la Independencia del Río de la Plata. Según el musicólogo Carlos Vega, este género fue llevado por británicos a Argentina en el siglo XVIII (con el nombre de "country-dance" o "contradanza"). Allí evolucionó, dando lugar a una estilo musical-danzario algo distinto a la "country dance" o contradaza original, y sobre entre 1810 y 1813 (época de la Revolución de Mayo) fue llevada como marcha de los soldados argentinos a la ciudad de Buenos Aires y luego a la Provincia Oriental (actual Uruguay). El Ejército del Norte, cuando estuvo al mando de Manuel Belgrano, la llevó a Bolivia (entonces Alto Perú). En 1817, las bandas de los batallones 8 y 11 (compuestos por africanos y afroargentinos), del general José de San Martín, la llevan a Mendoza y Chile. Con posterioridad llega también a Perú y Paraguay, aunque allí los datos son menos precisos.
El baile tuvo gran aceptación popular y difusión en las zonas campesinas, y se preservó casi hasta fin del siglo XIX.

## Características
El cielito proviene de alguna danza culta (la "country dance" o contradanza británica, madre de las contradanzas) que se bailaba en los salones porteños principios-mediados del siglo XVIII, pero se lo modifica con elementos vivaces, propios de danzas populares picarescas. De este modo, era una danza que combinaba el estilo majestuoso, culto y grave de la contradanza, y el estilo vivaz, popular y picaresco del cuando (danza).
Domingo F. Sarmiento se refiere al cielito en el "Facundo" (1845), diciendo que era una danza del gusto del "gaucho", que le recordaba al jaleo español y que los dedos de las parejas eran usados como castañuelas.